# 市川市立新浜小学校
市川市立新浜小学校（いちかわしりつ にいはましょうがっこう）は、千葉県市川市行徳駅前四丁目にある公立小学校。標高0.4m。

## 沿革
- 1975年（昭和50年）4月1日 - 市川市立南行徳小学校から分離し、開校。

## 周辺
- 市川市立新浜幼稚園
- 市川南消防署
- 行徳駅前公園 - 大型鉄道模型の運行で知られる（市川蒸気鉄道クラブ）

## アクセス
- 東京メトロ東西線 行徳駅から南へ400m
- 京成トランジットバス 新浜小学校バス停から西へ200m
- 市川市コミュニティバス 南消防署バス停下車すぐ

## 関係者

### 出身者
- 松丸亮吾
- 前田敦子
- G.G.佐藤

### 教職員
- 田川伸一郎（スクールバンドサポーター、2000年 - 2006年に教諭） - 同校吹奏楽部の指導で「文部科学大臣奨励賞」受賞（平成14年・16年・17年、3回）。